# اژدهایان چونیچی
اژدهایان چونیچی (انگلیسی: Chunichi Dragons) یک باشگاه حرفه ای بیسبال در ناگویا است.این باشگاه یازده بار موفق به فتح لیگ شده است که آخرین بار مربوط به سال ۲۰۱۱ بوده است.